# 6 tháng 8
Ngày 6 tháng 8 là ngày thứ 218 (219 trong năm nhuận) trong lịch Gregory. Còn 147 ngày trong năm.

## Sự kiện
- 1284 – Nước Cộng hòa Pisa chiến bại trên đảo Meloria trước nước Cộng hòa Genova, từ đó để mất ưu thế hàng hải tại Địa Trung Hải.
- 1585 – Hữu đại thần Toyotomi Hideyoshi nhậm chức quan bạch, tức quan nhiếp chính cho Thiên hoàng.
- 1538 – Nhà chinh phục Gonzalo Jiménez de Quesada thành lập thành phố Nuestra Señora de la Esperanza, tức Bogotá thủ đô Colombia ngày nay.
- 1813 – Quân đội của Simón Bolívar đã tiến vào giải phóng Caracas (thủ đô của Venezuela ngày nay)[1].
- 1824 – Simón Bolívar đã đánh bại quân đội nhà vua Tây Ban Nha tại Junín trong chiến dịch giải phóng hoàn toàn Peru.[2]
- 1861 – Anh thôn tính khu vực nay là thành phố Lagos, Nigeria sau khi gây áp lực với quốc vương địa phương.
- 1870 – Chiến tranh Pháp–Phổ: quân đội Phổ–Đức đánh thắng quân đội Pháp trong các trận Wœrth ở Alsace và Spicheren trên mạn Lorraine, buộc Pháp phải rút quân khỏi vùng biên giới.
- 1926 – Báo Tribune Indochinoise ra số báo đầu tiên ở Sài Gòn.
- 1940 – Estonia bị sáp nhập bất hợp pháp vào Liên Xô.
- 1945 – Hoa Kỳ ném quả bom nguyên tử Little Boy xuống thành phố Hiroshima.
- 1949 – Ban Chấp hành Trung ương Đảng đã ra Nghị quyết số 02 – NQ/TW về việc thành lập Ban Nông vận Trung ương.

## Sinh
- 1698 - Nader Shah, vị vua đã trị vì Ba Tư từ năm 1736 tới 1747 (mất 19 tháng 6 năm 1747).
- 1775 - Louis–Antoine của Artois thành viên vương tộc Pháp, Thái tử Pháp từ 1824 tới 1830, vua Louis XIX của Pháp (vị vua Pháp trong 20 phút) (mất 3 tháng 6 năm 1775).
- 1868 - Paul Claudel, nhà thơ người Pháp (mất 1955).
- 1881 - Alexander Fleming, nhà dược lý học người Scotland (mất 1955).
- 1912 - Nguyễn Thúc Hào, Giáo sư đại học ngành Toán đầu tiên của Việt Nam (mất 9 tháng 6 năm 2009).
- 1928 - Andy Warhol, họa sĩ người Mỹ (mất 1987).
- 1935 - Út Bạch Lan, nghệ sĩ cải lương người Việt Nam (mất 2016).
- 1944 - Phạm Gia Khiêm, Ủy viên Bộ Chính trị Ban Chấp hành Trung ương Đảng Cộng sản Việt Nam, Phó Thủ tướng kiêm Bộ trưởng Bộ Ngoại giao nước Cộng hòa Xã hội Chủ nghĩa Việt Nam hiện nay.
- 1946 - Roh Moo-hyun, cựu Tổng thống Hàn Quốc (mất 2009).
- 1962 - Dương Tử Quỳnh, hoa hậu Malaysia năm 1983, diễn viên điện ảnh, diễn viên múa nổi tiếng Hồng Kông.
- 1963 -
  - Charles Ingram, Tiểu thuyết gia người Anh.
  - Kevin Mitnick, hacker người Mỹ.
- 1965 - Yuki Kajiura, nhạc sĩ người Nhật.
- 1982 - Adrianne Curry, nữ người mẫu Hoa Kỳ, nổi tiếng là người chiến thắng đầu tiên của series truyền hình thực tế America's Next Top Model.
- 1983 - Robin van Persie, cầu thủ bóng đá người Hà Lan.
- 1984 - Hoàng Thiên Long, ca sĩ người Việt Nam.
- 1988 - Mai Phương Thúy, Hoa hậu Việt Nam năm 2006.

## Mất
- 1799 – Marcus Elieser Bloch, bác sĩ kiêm nhà tự nhiên học người Đức (sinh 1723).
- 2001 – Dương Văn Minh, tổng thống cuối cùng của Việt Nam Cộng hòa (sinh 1916).
- 2002 – Edsger Dijkstra, nhà khoa học máy tính Hà Lan (sinh 1930).
- 2005 – Đồng Văn Cống, trung tướng Quân đội Nhân dân Việt Nam (sinh 1918).

## Ngày lễ và kỷ niệm
- Ngày Thế giới phòng chống vũ khí hạt nhân.
- Ngày An ninh mạng Việt Nam[3].